# Santuario della Madonna del Pozzo (San Salvatore Monferrato)
Il santuario della Madonna del Pozzo è un luogo di culto cattolico che si trova a San Salvatore Monferrato, in provincia di Alessandria, in Piemonte.

## Storia
Il santuario, risalente al XVIII secolo, fu costruito in ricordo di un'apparizione mariana avvenuta, secondo la tradizione, nel 1616. La città di San Salvatore Monferrato, dall'anno Mille fino al 1700, subisce le alterne vicende di tre nobili dinastie. Nel 1533 si accende la disputa per la successione al Marchesato del Monferrato tra il Duca di Savoia, sostenuto da Francesco I re di Francia, e il Duca di Mantova, sostenuto da Carlo V re di Spagna e Imperatore. La guerra dura parecchi anni, portando ovunque morti, saccheggi e devastazioni. La popolazione inerme è quella che subisce le peggiori conseguenze e nutre perciò un viscerale odio verso gli eserciti occupanti. In questo clima matura il tentativo d'uccisione del soldato spagnolo Martino De Nava. Il 15 maggio 1616 una compagnia di soldati spagnoli muove da Valenza per raggiungere Casale Monferrato, attraverso le colline di San Salvatore. A questa compagnia appartiene il soldato Martino De Nava, particolarmente devoto alla Madonna, il quale ha con sé un rosario datogli dalla madre alla sua partenza dalla Spagna. I soldati spagnoli sono sparpagliati nella zona alla ricerca di acqua.
Martino si inoltra per una strada di campagna, in una zona detta Pelagallo, verso la collina. Raggiunge un pilone votivo sul quale è dipinta un'immagine della Madonna; vicino si trova, quasi nascosto tra il fogliame, un pozzo senza parapetto, profondo circa dieci metri. Martino si inginocchia per terminare la recita del Rosario, poi cerca di attingere acqua con il secchiello che porta con sé, ma viene aggredito da un contadino del posto, alla cui proprietà appartiene il pozzo. Martino, ferito, perde molto sangue e cade a terra svenuto. L'aggressore, per nascondere il delitto e per evitare la vendetta dei commilitoni poco distanti, getta Martino nel pozzo. Al contatto con l'acqua Martino rinviene, alza lo sguardo e scorge una bellissima Signora che regge in braccio un Bambino, mentre l'acqua cresce lentamente portandolo fino all'orlo del pozzo, senza che il suo corpo affondi. Martino è sorpreso: la Signora dal volto celestiale gli tende la mano e così pure il Bambino, aiutandolo a uscire dal pozzo e a raggiungere il vicino bivacco dei soldati. Sopraggiunge il capitano Don Giovanni Bravo De Laguna il quale, udito il fatto straordinario dallo stesso Martino, ordina di dare una ricompensa di "due doppie spagnole" alla Signora ma, quando il soldato si avvicina, la Signora "dispare agli sguardi esterrefatti degli Spagnoli". Il vescovo del luogo, dopo un accurato esame dei fatti, con suo decreto del 2 aprile 1617 riconosce il fatto come miracoloso e  autorizza la costruzione di una cappella "ad onore della gloriosissima Madre di Dio".

## Descrizione
Nato come una semplice cappella, nel 1732 il santuario fu ampliato con un fabbricato per gli esercizi spirituali. Nel 1777 fu costruito il campanile e altre costruzioni furono completate nel 1925. All'interno è presente il pozzo dove sarebbe apparsa la Vergine. I fedeli ancora oggi pregano di fronte alla tela dipinta dai pittori alessandrini G. Alberini e P. Buffa nel 1622, raffigurante il miracolo del soldato spagnolo salvato dalla Vergine Maria.